# Fore Abbey
Fore is een plaats in het Ierse graafschap Westmeath. De plaats telt 385 inwoners. De abdij is gesticht door de H. Fechin.